# Zosterornis
Genre
Zosterornis est un genre de passereaux de la famille des Zosteropidae.

## Répartition
Les 5 espèces de ce genre sont endémiques des Philippines.

## Liste des espèces
Selon la classification de référence du Congrès ornithologique international (version 15.1, 2025) :
- Zosterornis hypogrammicus (Salomonsen, 1961) — Timalie de Palawan
- Zosterornis striatus Ogilvie-Grant, 1894 — Timalie striée
- Zosterornis whiteheadi Ogilvie-Grant, 1894 — Timalie de Whitehead
- Zosterornis latistriatus (Gonzales & Kennedy, 1990) — Timalie à raies larges
- Zosterornis nigrorum (Rand & Rabor, 1952) — Timalie de Negros